# Chaumont (Orne)
Chaumont é uma comuna francesa na região administrativa da Normandia, no departamento Orne. Estende-se por uma área de 20 km². Em 2010 a comuna tinha 175 habitantes (densidade: 8,8 hab./km²).